# Anthiphula
Anthiphula là một chi bọ cánh cứng trong họ Chrysomelidae.
Chi này được Jacoby miêu tả khoa học năm 1892.

## Các loài
Các loài trong chi này gồm:
- Anthiphula modesta (Jacoby, 1896)
- Anthiphula semifulva Jacoby, 1892